# Marie-Laure Joly-Guillou
 (mars 2023).
Si vous disposez d'ouvrages ou d'articles de référence ou si vous connaissez des sites web de qualité traitant du thème abordé ici, merci de compléter l'article en donnant les références utiles à sa vérifiabilité et en les liant à la section « Notes et références ».
Marie-Laure Joly-Guillou, née le 23 octobre 1951 à Toulouse. Bactériologiste reconnu internationalement pour ses travaux sur les BMR (bactéries multirésistantes).
Elle fut la première à lutter contre la iatrogènie en créant le badge "Halte aux bijoux!!". Il s'agit d'un porte bijou que l'on dispose sur la blouse.
Le 6 mai 2010, elle reçoit le privilège de par ses pairs de nommer de son nom une bactérie : Acinetobacter guillouiae
Elle a reçu la légion d'honneur selon le décret du 22 avril 2011, du Premier ministre de l'époque François Fillon sur proposition de la direction de l'hôpital universitaire d'Angers.
Elle a écrit le livre L'infection liée aux soins - Stratégies de maîtrise des infections nosocomiales en 2005.
1. ↑  Marie-Laure Guillou, Bernard Regnier, Marie-Claude Devoluy et Philippe Thévenot, L'infection liée aux soins: stratégies de maîtrise des infections nosocomiales, épidémiologie bactérienne et clinique, BioMérieux, 2005 (ISBN 978-2-9514963-7-8)